# سکزی
سکزی، سگزی، سجزی (اهل سیستان) سیستانی، اهل سیستان. منسوب به سگز = سیستان. سیستانی، چه مردم آنجا به سخت جانی و سخت جگری مشهورند لذا سیستان را سگستان گویند، (وجه اشتاق عامیانه) و سجزی (به کسر سین) معرب آن است.
سکزی نامی است که در طول تاریخ به اهالی سکستان(سیستان) گفته می‌شد.
این نامگذاری به تبار سیستانی‌ها باز می‌گردد که نیاکان آن‌ها سکاها بودند.

همچنین سکزی واژه‌ای است که در شاهنامه، رستم و فرزندان او بارها از سوی دیگران با آن مورد خطاب قرار گرفته‌اند.

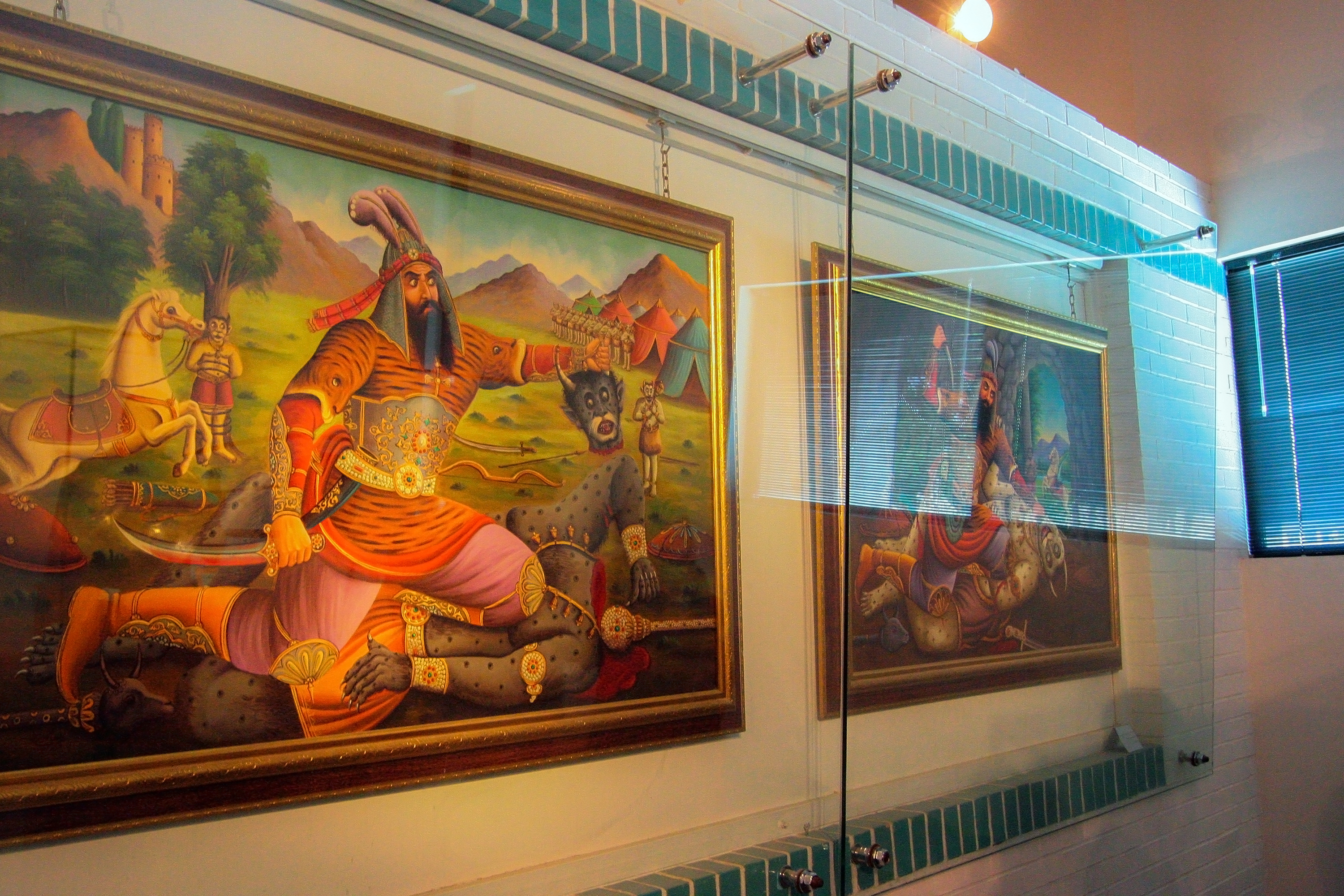
تصویری از رستم در شاهنامه، واقع در موزه فردوسی که پوشش ببربیان دربردارد

### نام کوه
سکزی نام کوهی است از سیستان ما بین کیچ و مکران و دریای سند از پهلوی آن میگذرد و تولد رستم در آن بود و در این تأمل است به حجت نپیوسته است.
سکزی نام کوهی باشد در زابلستان و ساکنان آنجا را به نام آن کوه می خوانند و سگزیان میگویند رستم زال از آنجاست.

## رستم سکزی یا رستم سگزی
پیشینه پسوند سکزی در نام رستم یا به گونه درست‌تر رستم سگزی برگرفته از نام اقوام سکایی است که نام خود را سگ نهاده بوده‌اند. اقوام دیگری نیز از اقوام سکایی که خود را گرگ یا ورگ می‌نامیده‌اند که امروزه شهر گرگان مبین این امر است. از این رو نهادن نام جاندارانی مانند سگ یا گرگ بر روی اقوام سکایی در آن روزگار امری عادی بوده‌است. رستم شاهنامه نیز که از اقوام سکایی بوده‌است منحصراً به قومی که نام سگ را بر روی خود نهاده بوده‌اند تعلق داشته‌است. از همین رو رستم سگزی نیز نامیده می‌شود. اقوام سکایی، اقوام کوچنده‌ای بوده‌اند که از چین تا دریاچه کاسپین را در زیر چیرگی خود داشته‌اند و تنها به یک استان ایران یعنی سکستان محدود نبوده‌اند.

### اشارت به پوشش رستم
همچنین ممکن است یکی از دلایل سگزی خواندن رستم، علاوه بر انتساب او به سیستان، پوشیدن پوست سگ آبی (ببر بیان) در جنگ‌ها باشد، چرا که اگر سگزی، فقط معنای سیستانی را در ذهن متبادر می‌کرد، دلیلی نداشت که رستم از بازخواندن خود با این کنیه سخت در خشم شود و از دیگرسو تنها دشمنان رستم، این واژه را در رویارویی با او به کار ببرند و حتی یک بار هم، هواخواهان رستم او را با این کنیه، نخوانند. از این منظر محتمل است که واژهٔ سگزی علاوه بر انتساب به سیستان، در گذر زمان به عنوان دشنام و خوارداشت رستم، در معنای کسی که مثل سگ زندگی می‌کند، به کار رفته باشد و دلیل این امر هم پوشیدن ببر بیانی بوده‌است که از جنس پوست سگ بوده‌است.

## سکزی‌های معروف
- رستم سکزی (رستم دستان)
- محمد بن وصیف سگزی
- محمد بن مخلد سگزی
- ابویعقوب سکزی
- ابوالفرج سگزی
- ابوالفتح سگزی
- سراج‌الدین سگزی
- محمد پسر مخلد سگزی